# Храм Казанский иконы Божией Матери (Кызылорда)
Храм Казанской иконы Божией Матери (каз. Құдай анасының иконосына арналған қасиетті-Қазан соборы) — приходская церковь Актюбинской епархии Казахстанского митрополичьего округа Русской православной церкви; единственный в Кызылорде и Кызылординской области Казахстана действующий храм Русской православной церкви. Памятник архитектуры Республики Казахстан государственного значения.
Назван в честь Казанской иконы Божией Матери.

## История

### Предыстория
Первая православная церковь в Перовске, освящённая 15 октября 1855 года была походной и представляла собой шатёр. С августа 1856 года до ноября 1864 года в ней служил Андрей Евграфович Малов. В 1863 году была построена церковь из сырцового кирпича с крышей из кошмы, которая в 1868 году была размыта дождём. В том же году было построено здание церкви, также сложенное из сырцового кирпича, но на фундаменте из жжёного кирпича и крытое железом. В этом здании службы во имя Казанской Божьей Матери проходили до освящения современного здания, после чего оно было разобрано. На месте бывшего алтаря была установлена часовня, до настоящего времени не сохранившаяся.

### Современное здание
Строительство современного здания церкви началось в 1890 году и продолжалось более пяти лет. Постройкой храма по проекту местного архитектора Есакова руководил инженер Калинин . Храм построен из жжённого кирпича жёлтого цвета, изготовленного в Казалинске, расположенном более чем в 300 км от Перовска. Освящение нового храма состоялось 6 декабря 1896 года.
Строительство церкви обошлось в 35 тысяч рублей, из которых 5 тысяч были собраны жителями Перовска, а остальные отпущены из казны. В церкви имелось 9 колоколов, самый крупный из которых имел вес 136 пудов.
До декабря 1906 года церковь состояла в ведении военного ведомства, после чего перешла в ведение епархии.

### Храм не действует
В середине 1930-х храм был закрыт. В здании размещался пункт приёма спецпереселенцев, затем обсерватория, областной краеведческий музей. В 1982 году музей переехал в более удобное помещение. Здание церкви было объявлено памятником архитектуры республиканского значения, но денег на реставрацию выделено не было и оно не использовалось.

### Возобновление службы
В мае 1989 года горисполком передал здание в ведение Русской православной церкви.
Большая часть росписи храма за годы его бездействия была утрачена, описаний, по которым её можно было бы восстановить, не сохранилось. Уцелела часть церковной утвари и несколько икон, в том числе походная икона оренбургских казаков.
Восстановление храма осуществлялось за счёт прихожан, а также меценатов из других регионов и государств. На куполах были восстановлены кресты. Новая роспись храма была выполнена казахстанскими художниками. Были установлены колокола, изготовленные мастерами Шуваловыми из Ярославля — до этого несколько лет в качестве звонницы использовались обрезанные кислородные баллоны. Крыша храма, которая в первые годы после восстановления окрашивалась в голубой цвет, в 2008 году была крыта золочёным железом.

## Неточности в описании здания
- Памятная доска об охране здания государством, установленная во времена Казахской ССР, содержит указание на 1878 год, что расходится с данными, приведёнными А.И. Добросмысловым[4].
- В Государственном списке памятников истории и культуры Казахстана от 21 марта 2008 года объект ошибочно обозначен как «Церковь Христа Спасителя», при этом приведён действительный адрес храма.

## Галерея

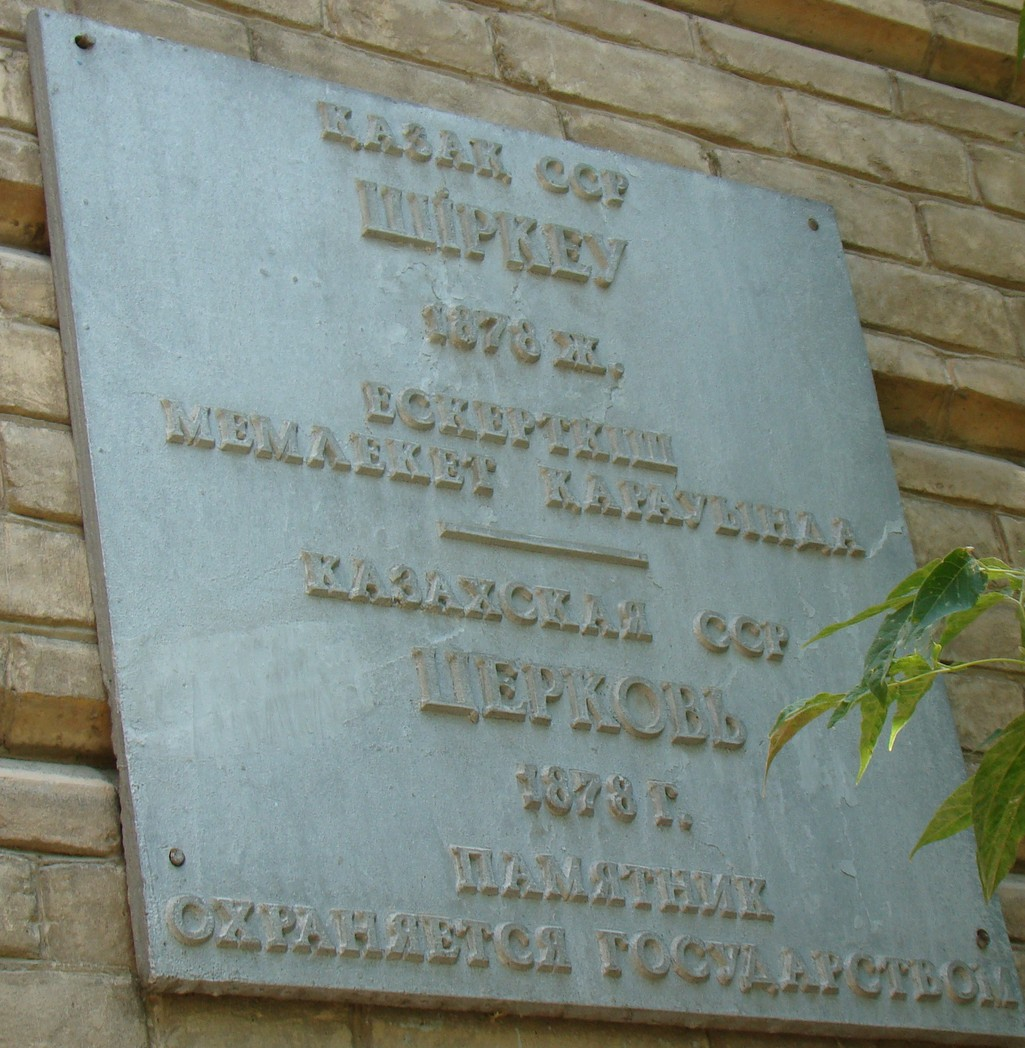
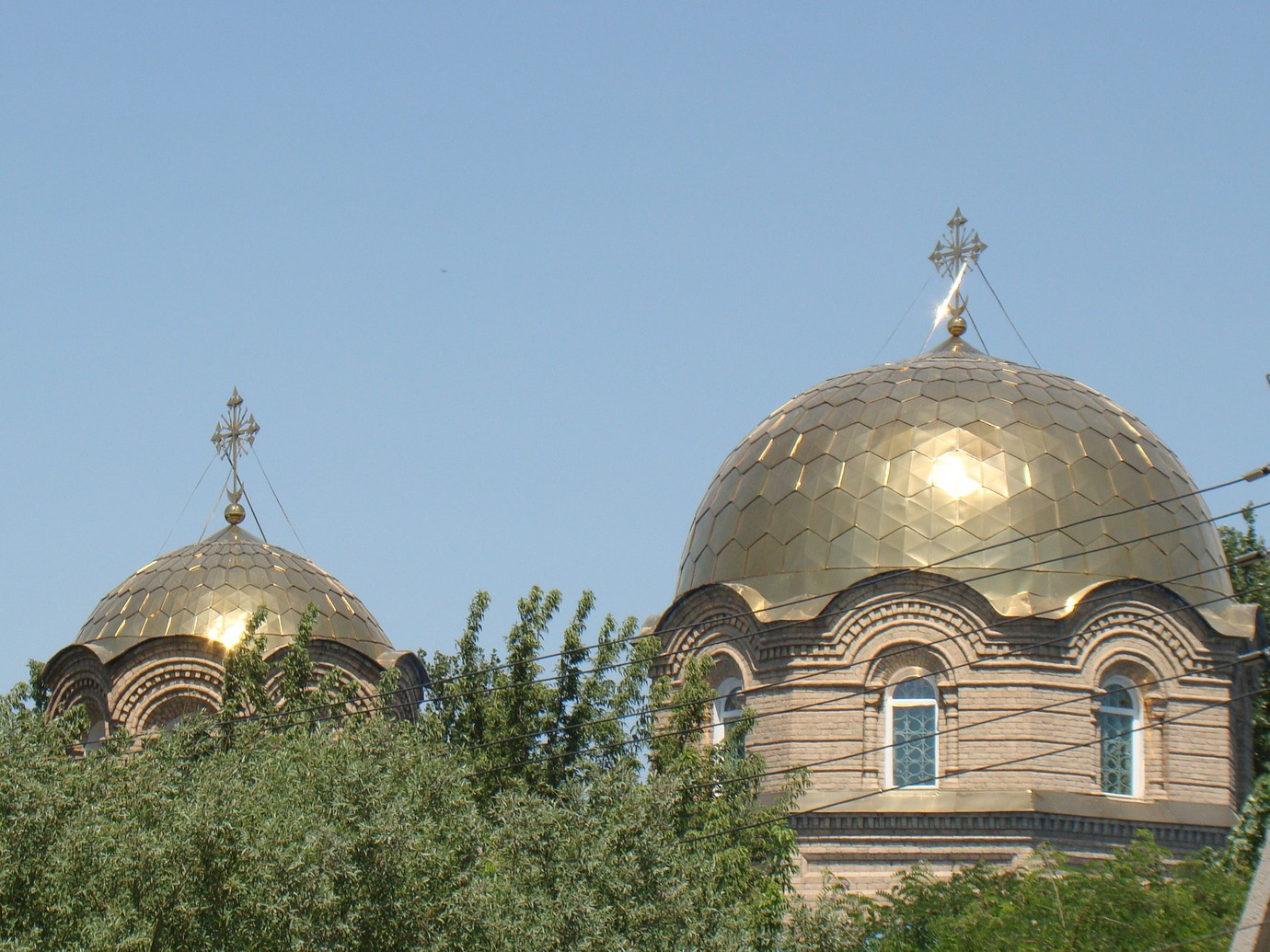
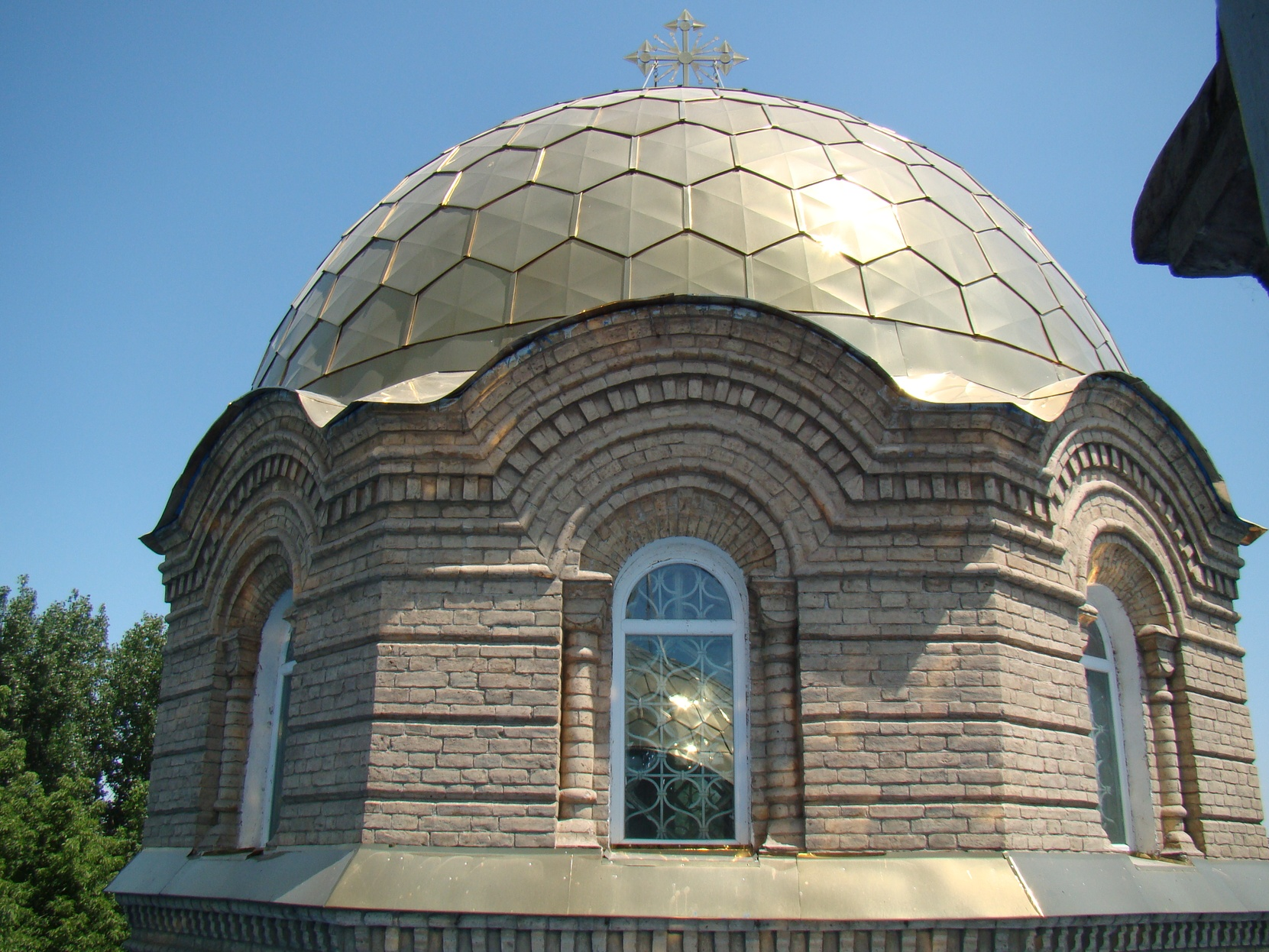
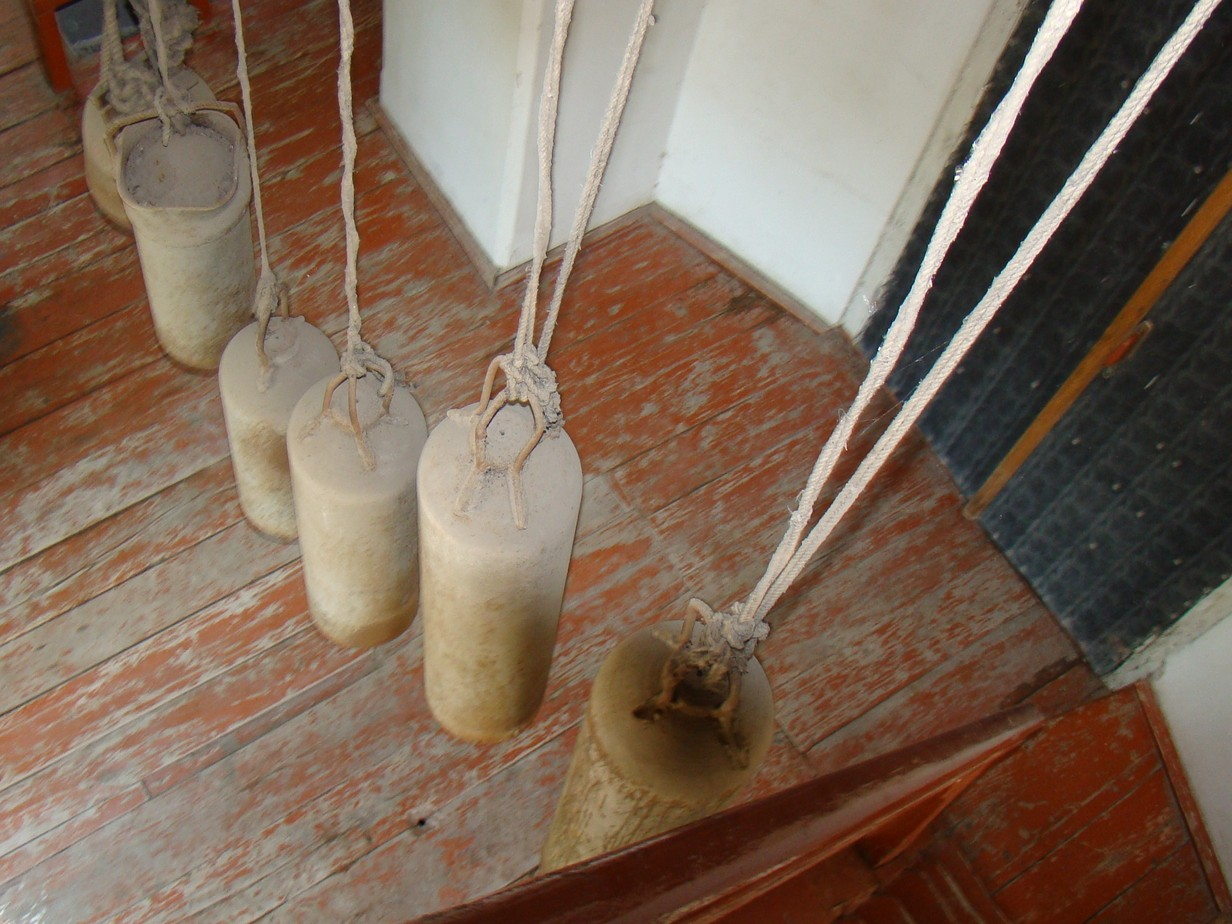
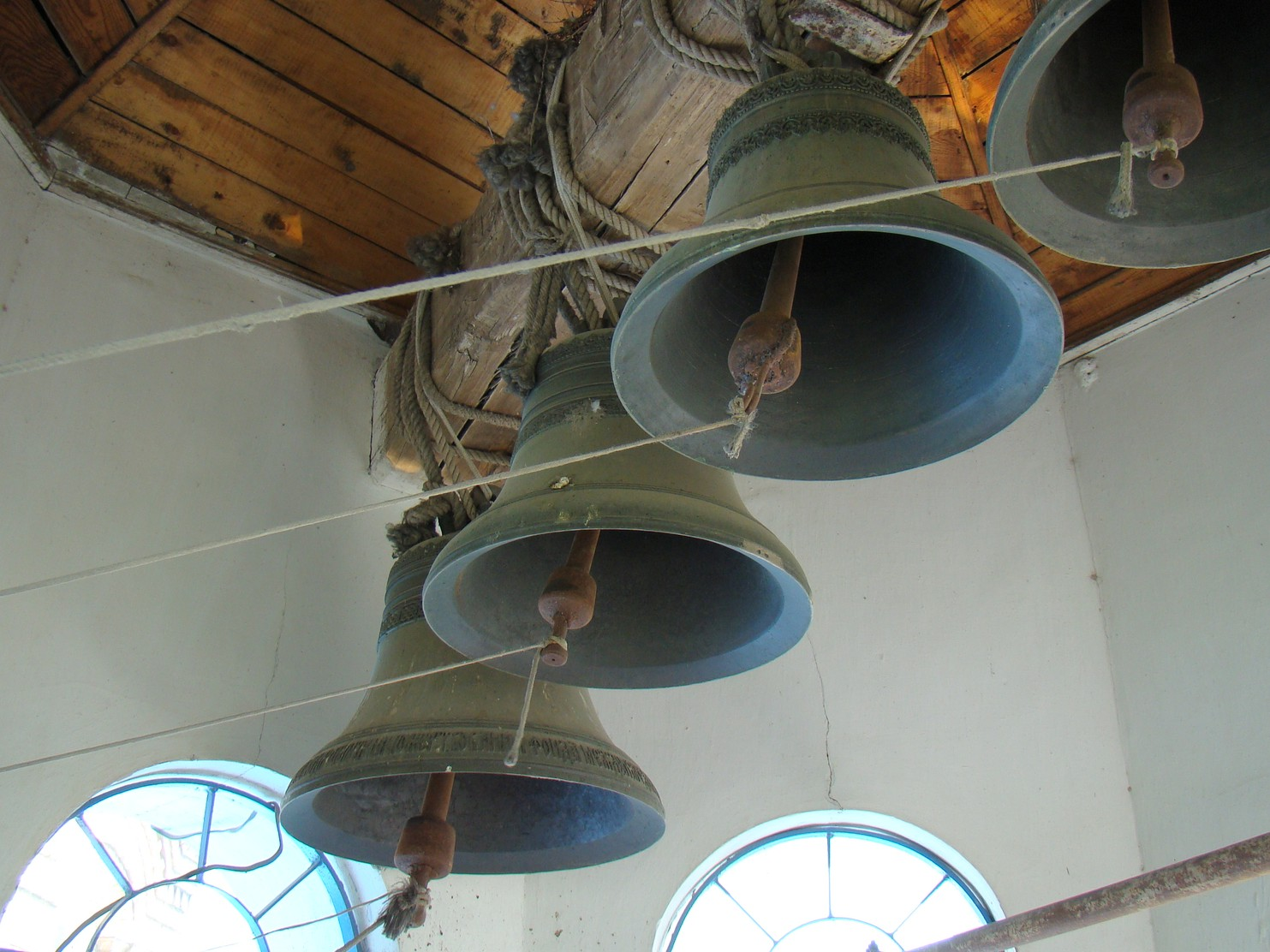
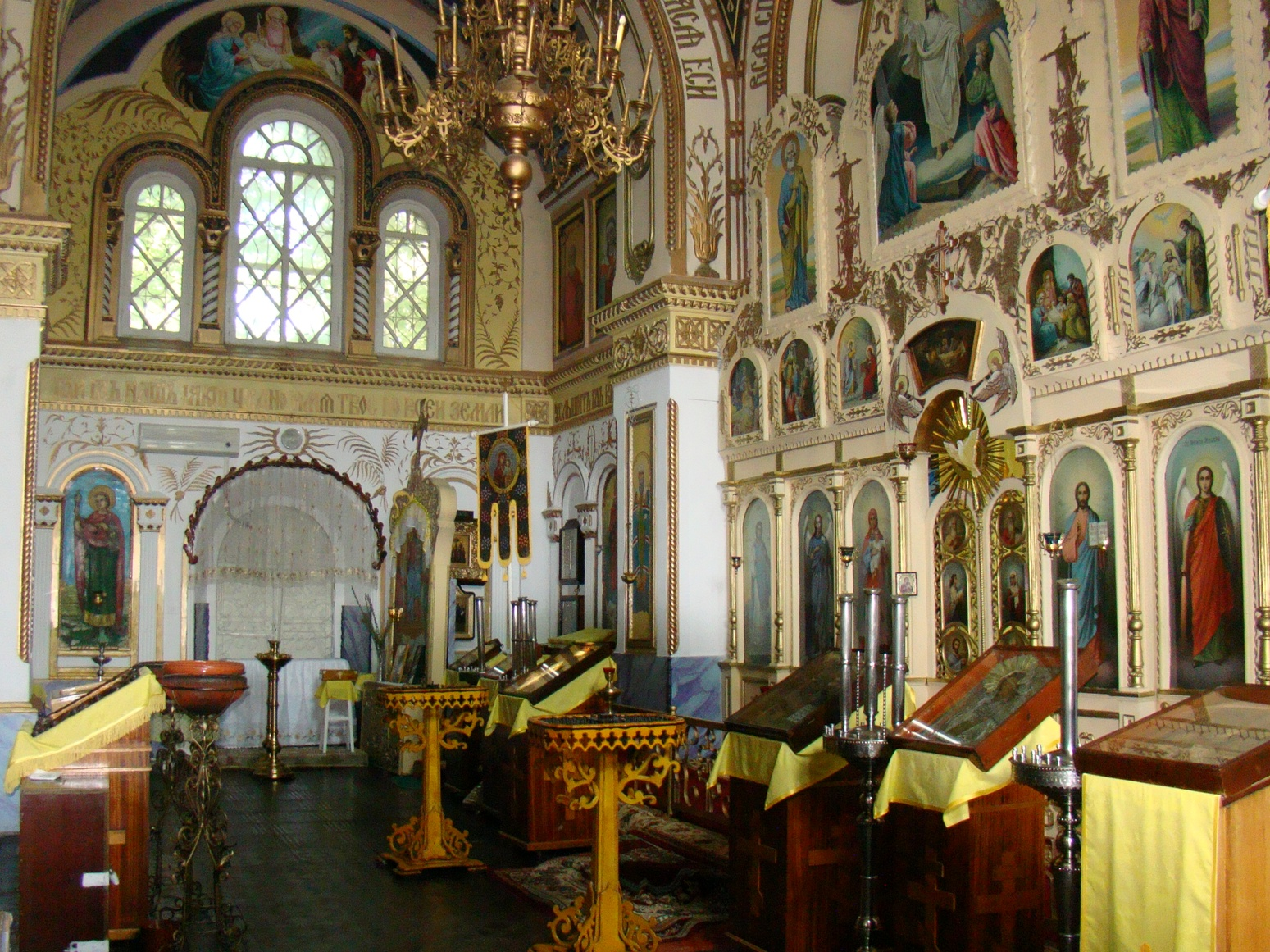